# Natalie Raitano
Pour les articles homonymes, voir Raitano.
Natalie Raitano née le 3 octobre 1966 à Charleroi en Pennsylvanie, est une actrice américaine. Raitano est particulièrement connue pour son rôle de Nikki Franco dans la série télévisée V.I.P..

## Biographie
- Raitano fait partie des diplômés de 1984 de l'École Catholique de Monongahela Valley en Pennsylvanie. Bien avant de tourner dans la série V.I.P., Raitano était professeure d'aérobic[1]. Elle fit également partie d'un groupe de musique appelé Breeze.
- En 2006, elle joue dans Killing Down, écrit et réalisé par Blake Calhoun.
- Durant l'été 2007, elle fait équipe avec Blake Calhoun pour tourner la série télévisée PINK, dont la première eu lieu le 4 septembre 2007 et également diffusée sur MySpace et YouTube.

## Filmographie
- 1998 - 2002 : V.I.P. (TV) : Nikki Franco
- 2006 : Killing Down
- 2007 : PINK (TV)